# Piet Punt
Piet Punt (1909. február 6. – 1973. július 5.), holland válogatott labdarúgó.
A holland válogatott tagjaként részt vett az 1938-as világbajnokságon.